# A walesi bárdok (Echo of Dalriada)
A walesi bárdok az Echo of Dalriada együttes 2003-as folk-metal demóalbuma.

## Számok listája
1. A Walesi Bárdok 1: Wales
2. A Walesi Bárdok 2: 500 Máglya
3. A Walesi Bárdok 3: Mi Zúg...?